# Dalian International Trade Center
 (mai 2022).
Si vous disposez d'ouvrages ou d'articles de référence ou si vous connaissez des sites web de qualité traitant du thème abordé ici, merci de compléter l'article en donnant les références utiles à sa vérifiabilité et en les liant à la section « Notes et références ».
Le Dalian International Trade Center est un gratte-ciel de Dalian en Chine. Les travaux ont débuté en 2003 et sont terminés. La hauteur de ce gratte-ciel est de 370 mètres.